# Circulació per l'esquerra i la dreta

Països segons la distribució del trànsit rodat actualment. Els països que es mostren en blau condueixen a l'esquerra i els països que es mostren en vermell condueixen a la dreta.

La circulació per l'esquerra i la circulació per la dreta són les pràctiques, en trànsit bidireccional, de mantenir-se a l'esquerra o a la dreta de la carretera, respectivament. Són fonamentals per a la fluïdesa del trànsit, i de vegades s'anomenen la regla de la carretera. La circulació per l'esquerra s'utilitza a 75 països i territoris i la circulació per la dreta en 165 d'ells.
La majoria dels països que van adoptar la circulació per l'esquerra antigament formaven part de l'Imperi Britànic, encara que alguns d'ells no, com Indonèsia, el Japó, Macau, Moçambic, el Nepal, Suècia (actualment circulació per la dreta des de 1967), el Surinam, Tailàndia i el Timor Oriental. De la mateixa manera, la majoria dels països que formaven part de l'imperi colonial francès van adoptar la circulació per la dreta.

## Països i territoris que circulen per l'esquerra
- Antigua i Barbuda
- Austràlia
- Bahames
- Bangladesh
- Barbados
- Bhutan
- Guyana
- Índia
- Indonèsia
- Jamaica
- Japó
- Malàisia
- Moçambic
- Nova Zelanda
- Pakistan
- Regne Unit
- República d'Irlanda
- Tanzània
- Tailàndia
- Xipre

## Països i territoris que circulen per la dreta
- Afganistan
- Alemanya
- Algèria
- Andorra
- Angola
- Aràbia Saudita
- Argentina
- Azerbaidjan
- Bahrain
- Bèlgica
- Brasil
- Camerun
- Canadà
- Cap Verd
- Colòmbia
- Comores
- Corea del Nord
- Corea del Sud
- Croàcia
- Dinamarca
- Egipte
- Equador
- Emirats Àrabs Units
- Espanya
- Estats Units d'Amèrica
- Filipines
- Finlàndia
- França
- Hondures
- Hongria
- Iemen
- Israel
- Itàlia
- Letònia
- Lituània
- Mèxic
- Myanmar
- Noruega
- Països Baixos
- Perú
- Polònia
- Portugal
- Qatar
- República de la Xina
- República del Congo
- República Democràtica del Congo
- República Popular de la Xina
- Romania
- Rússia
- Sèrbia
- Suècia
- Turquia
- Txèquia
- Xile
- Vietnam